# Вараждин (футбольний клуб, 2012)
«Вараждин» (хорв. NK Varaždin) — хорватський футбольний клуб із однойменного міста, заснований 2012 року.

## Історія
За результатами сезону 2011/12 оригінальна команда «Вараждин», що існувала під різними назвами ще з 1931 року, була виключена зі складу Хорватського футбольного союзу і відправлена до регіональної ліги за борги в 40 млн. кун, де грала аж до розформування у 2015 році. Того ж 2012 року муніципалітетом Вараждина була створена нова команда без боргів, що теж почала виступати у регіональних лігах.
2015 року команда, яка повернула собі назву та логотип збанкрутілої історичної команди, вийшла до Третьої ліги, а 2017 — до другої. У 2019 році команда стала переможцем Другої ліги та вперше в історії вийшла до вищого дивізіону Хорватії.

## Статистика виступів
| Сезон   | Ліга              | Рів. | М       | Примітки                                           |
| ------- | ----------------- | ---- | ------- | -------------------------------------------------- |
| 2015/16 | Третя ліга (Схід) | III  | 11 з 16 |                                                    |
| 2016/17 | Третя ліга (Схід) | III  | 2 з 16  | Підвищення                                         |
| 2017/18 | Друга ліга        | II   | 2 з 12  | Програш у плей-оф за підвищення клубу «Істра 1961» |
| 2018/19 | Друга ліга        | II   | 1 з 14  | Підвищення                                         |
| 2019/20 | Перша ліга        | I    | 8 з 10  |                                                    |
| 2020/21 | Перша ліга        | I    | з 10    |                                                    |
| 2021/22 | Друга ліга        | II   | 1 з 16  | Підвищення                                         |